# Pfauenaugen-Narzisse
Die Pfauenaugen-Narzisse (Narcissus poeticus var. recurvus) ist eine Varietät der Pflanzenart Weiße Narzisse (Narcissus poeticus) aus der Familie der Amaryllisgewächse (Amaryllidaceae). Sie wird wegen ihres attraktiven Äußeren häufig im Garten angepflanzt. Der Botaniker John W. Blanchard ordnet sie der Sektion Narcissus ein.

## Erscheinungsbild
Pfauenaugen-Narzissen werden bis zu 35 Zentimeter hoch. Ihre Blätter sind aufrecht, schmal riemenförmig und gerillt. Die Farbe ist mittelgrün. Die Hauptkrone der bis zu vier Zentimeter breiten Blüte ist weiß. Davon setzt sich deutlich die rot gerandete, gelbe Nebenkrone ab. Auffällig ist ihr Duft, der so intensiv ist, dass er als aufdringlich empfunden werden kann. In der mitteleuropäischen Gartenkultur beginnt ihre Blühzeit im Mai.

## Verbreitung
Als sie im 19. Jahrhundert erstmals im Handel eingeführt wurde, hielt man sie für eine Hybride. Es gibt jedoch Naturstandorte in der Schweiz, wo ihre Blüte erst im Juni einsetzt.